# Cras-sur-Reyssouze
Cras-sur-Reyssouze là một xã ở tỉnh Ain, vùng Auvergne-Rhône-Alpes thuộc miền đông nước Pháp.